# Space Bunnies Must Die!
Space Bunnies Must Die! là một game hành động phiêu lưu góc nhìn thứ ba được Ripcord Games phát triển và Jinx phát hành vào ngày 27 tháng 10 năm 1998 cho Microsoft Windows 98. Nhân vật người chơi là nữ nhân viên phục vụ trạm dừng xe tải và người biểu diễn môn rodeo tên Allison Huxley, giải cứu thế giới và em gái bị bắt cóc khỏi một chủng tộc xâm lược gồm những chú thỏ đột biến từ không gian.

## Lối chơi
Space Bunnies Must Die! có lối chơi chạy-nhảy-leo-bắn, tương tự như dòng game Tomb Raider đầu tiên. Game có tới chín màn chơi, với các mức độ khó khác nhau. Khi hoàn thành thành công những màn này, sẽ hiện ra một màn chơi cuối cùng.

## Đón nhận
Panasonic Interactive Media, công ty mẹ của Ripcord Games, đã đầu tư rất nhiều vào công đoạn quảng cáo và quá trình phát triển của Space Bunnies Must Die!. Tuy nhiên, nó đã trở thành một thất bại về mặt thương mại: NPD Group báo cáo doanh số 2.458 bản cho năm 1998. Trò chơi là một trong những sai lầm của Panasonic Interactive Media dẫn đến việc đóng cửa vào tháng 3 năm 1999, với Ripcord Games được bán cho một nhóm ẩn danh bên ngoài.
Next Generation đã đánh giá phiên bản PC của trò chơi, xếp hạng ba sao trên năm sao và nói rằng "Nếu bạn bỏ qua cốt truyện nực cười và không ngại chiến đấu theo cách của mình để vượt qua các lỗi và những chú thỏ nhếch mép, bạn có thể thực sự thích thú."
Bị chỉ trích vì lối chơi nhạt nhẽo, màn chơi lộn xộn và trục trặc trong game, Space Bunnies Must Die! thường nhận được điểm trung bình hoặc thấp khi đánh giá.